# 芽孢桿菌門
芽孢桿菌門（Bacillota）旧名厚壁菌門（Firmicutes），是一大類細菌，多數爲革蘭氏陽性，有細胞壁的結構。少數，如柔膜菌綱（Mollicutes）（如支原體），缺乏細胞壁而不能被革蘭氏方法染色，但也和其餘的革蘭氏陽性菌一樣缺乏第二層細胞膜。芽孢桿菌門這個詞原本包括所有革蘭氏陽性菌，但目前僅包括低G+C含量的革蘭氏陽性菌，而高G+C含量的則被劃入放線菌門（Actinobacteria）。芽孢桿菌門表現為球狀或者桿狀。
很多芽孢桿菌可以產生内生孢子，它可以抵抗脫水和極端環境。很多環境中都可找到内生孢子，很多著名的病原菌都能產生孢子。有一類芽孢桿菌，太陽桿菌科可以通過光合作用產生能量。

## 分類
芽孢桿菌門原來分為三個綱：厭氧的梭菌綱、兼性或者專性好氧的芽孢桿菌綱，和沒有細胞壁的柔膜菌綱。在系統發育樹上前兩類顯示出並系群或者複系群的特徵。因此它們的分類有待進一步研究，例如柔膜菌綱，有研究認為應該放在另外一個門，但也有其他研究認為應該留在這個門。
以下為本門當中比較著名的屬及其所屬的綱目：
- 芽孢桿菌綱（Bacilli）
  - 芽孢桿菌目（Bacillales）
    - 芽孢桿菌屬（Bacillus）
    - 李斯特氏菌屬（Listeria）
    - 葡萄球菌科（Staphylococcaceae）
      - 葡萄球菌屬（Staphylococcus）

  - 乳桿菌目（Lactobacillales）
    - 腸球菌屬（Enterococcus）
    - 乳桿菌屬（Lactobacillus）
    - 乳球菌屬（Lactococcus）
    - 明串珠菌屬（Leuconostoc）
    - 鏈球菌屬（Streptococcus）
- 梭菌綱（Clostridia）
  - 梭菌目（Clostridiales）
    - 梭菌屬（Clostridium）
    - 優桿菌屬（Eubacterium）
    - 太陽桿菌屬（Heliobacterium）

  - Halanaerobiales
  - Natranaerobiales
  - Thermoanaerobacterales
- 丹毒絲菌綱（Erysipelotrichia）
  - 丹毒絲菌目（Erysipelotrichales）
    - 丹毒絲菌屬（Erysipelothrix）
- Negativicutes
  - Selenomonadales
    - 香蕉孢菌属（Sporomusa）
- Thermolithobacteria
  - Thermolithobacterales
- 柔膜菌綱
  - 支原體目（Mycoplasmatales）
    - 支原體屬（Mycoplasma）
    - 螺原體屬(Spiroplasma)
    - 脲原體屬(Ureaplasma)

## 外部連結
- Phylum "Firmicutes"  - J.P. Euzéby: List of Prokaryotic names with Standing in Nomenclature